# Treća hrvatska muška košarkaška liga 2018./19.
Treća hrvatska košarkaška liga je zamijenila dotadašnju B-1 ligu u sezoni 2017./18. i predstavlja lige četvrtog stupnja košarkaškog prvenstva Hrvatske u sezoni 2018./19.

## Centar
| mj | klub                  | ut | pob | por | koš+ | koš- | bod |
| -- | --------------------- | -- | --- | --- | ---- | ---- | --- |
| 1. | Fortuna Zaprešić      | 16 | 12  | 4   | 1195 | 991  | 28  |
| 2. | Petar Zrinski Vrbovec | 16 | 12  | 4   | 1239 | 1112 | 28  |
| 3. | Dugo Selo             | 16 | 11  | 5   | 1279 | 1121 | 27  |
| 4. | Duga Resa             | 16 | 9   | 7   | 1249 | 1130 | 25  |
| 5. | Ogulin                | 16 | 9   | 7   | 1254 | 1172 | 25  |
| 6. | Ksaver Zabok          | 16 | 5   | 11  | 1172 | 1324 | 21  |
| 7. | Petrinja              | 16 | 5   | 11  | 1120 | 1265 | 21  |
| 8. | Novska                | 16 | 5   | 11  | 1017 | 1255 | 21  |
| 9. | Sisak                 | 16 | 4   | 12  | 1047 | 1202 | 20  |

 Izvori: 

 ksz-zagreb.hr 

## Istok
Ligaški dio
| mj | klub                   | ut | pob |   | koš+ | koš- | bod |             |
| --- | ---------------------- | -- | --- | - | ---- | ---- | --- | ----------- |
| 1. | Mladost Čačinci        | 8  | 8   | 0 | 574  | 434  | 16  | doigravanje |
| 2. | Ilok*                  | 8  | 4   | 4 | 515  | 542  | 12  | doigravanje |
| 3. | Beli Manastir          | 8  | 4   | 4 | 563  | 602  | 12  | doigravanje |
| 4. | Strmac Nova Gradiška** | 8  | 2   | 6 | 502  | 557  | 10  | doigravanje |
| 5. | Valpovo                | 8  | 2   | 6 | 557  | 576  | 10  |             |
| |                        |    |     |   |      |      |     |             |
| * Beli Manastir – Ilok 54 : 78 (+24 za llok); Ilok – Beli Manastir 70 : 74 (+4 za Beli Manastir); UKUPNO Ilok ima bolji međusobni omjer (+20) i zauzima 2. mjesto na tablici. **Valpovo – Strmac 72 : 64 (+8 za Valpovo); Strmac – Valpovo 76 : 64 (+12 za Strmac); UKUPNO KK Strmac ima bolji međusobni omjer (+4) i zauzima 4. mjesto na tablici. |                        |    |     |   |      |      |     |             |

 Izvori: 

 KS Brodsko-posavske županije, 3. ML Istok 2018./19. 

 KS Brodsko-posavske županije, 3. ML Istok 
Doigravanje
| klub1                | klub2           | rezultati     |               |
| poluzavršnica        | poluzavršnica   | poluzavršnica | poluzavršnica |
| -------------------- | --------------- | ------------- | ------------- |
| Strmac Nova Gradiška | Mladost Čačinci | 39:81, 59:59  | [ 4 ]         |
| Beli Manastir        | Ilok            | 60:58, 90:66  |               |
|                      |                 |               |               |
| završnica            |                 |               |               |
| Beli Manastir        | Mladost Čačinci | 60:79, 67:88  | [ 5 ] [ 6 ]   |

## Jug
Izvori: 

## Unutarnje poveznice
- Premijer liga 2018./19.
- Prva muška liga 2018./19.
- Druga liga 2018./19.
- Kup Krešimira Ćosića 2018./19.
- Kategorija:Hrvatska košarkaška natjecanja